# Étampes
Étampes ist eine französische Gemeinde mit 26.601 Einwohnern (Stand 1. Januar 2022) im Département Essonne in der Region Île-de-France; sie gehört zum Arrondissement Étampes und ist Verwaltungssitz von zehn Kantonen. Étampes befindet sich rund 49 Kilometer südlich von Paris und 60 Kilometer nördlich von Orléans. Die Stadt wird vom Fluss Juine und seinem Zufluss Chalouette durchquert. Einige Kilometer außerhalb im Südwesten befindet sich der Flugplatz Étampes-Mondésir.

## Geschichte
Am 25. Dezember 604 war die Stadt Kriegsschauplatz in einem der vielen Merowingischen Bruderkriege. Hier trafen die neustrischen Truppen unter dem neustrischen Hausmeier Landerich auf die Richtung Paris eilenden burgundischen Truppen von Theuderich II. und unterlagen, so dass im Anschluss Paris in die Hände der Burgunder fiel.
Étampes war im Mittelalter Hauptort der Grafschaft Étampes. 1514 erhielt die Stadt vom König das Recht eingeräumt, einen eigenen Stadtrat zu wählen und eine „maison commune“ zu bauen.
1652 fand hier im Rahmen der Auseinandersetzungen mit der Fronde die Schlacht bei Étampes statt
| Bevölkerungsentwicklung | Bevölkerungsentwicklung | Bevölkerungsentwicklung | Bevölkerungsentwicklung | Bevölkerungsentwicklung | Bevölkerungsentwicklung | Bevölkerungsentwicklung | Bevölkerungsentwicklung |
| ----------------------- | ----------------------- | ----------------------- | ----------------------- | ----------------------- | ----------------------- | ----------------------- | ----------------------- |
| Jahr                    | 1962                    | 1968                    | 1975                    | 1982                    | 1990                    | 1999                    | 2009                    |
| Einwohner               | 13.515                  | 16.493                  | 19.651                  | 19.386                  | 21.457                  | 21.839                  | 22.182                  |

## Sehenswürdigkeiten
Siehe auch: Liste der Monuments historiques in Étampes

### Profanbauten
- Die Tour de Guinette als Ruine der Burg Étampes
- Hôtel de Ville
- Hôtel Anne-de-Pisseleu
- Theater (Architekt Gabriel Davioud) gebaut 1851–1852

### Religiöse Bauwerke
- Kirche Notre-Dame-du-Fort
- Kirche Saint-Basile
- Kirche Saint-Martin mit ihrem schiefen Turm
- Kirche Saint-Gilles
- Kapelle von Gérofosse
- Kapelle von Guinette

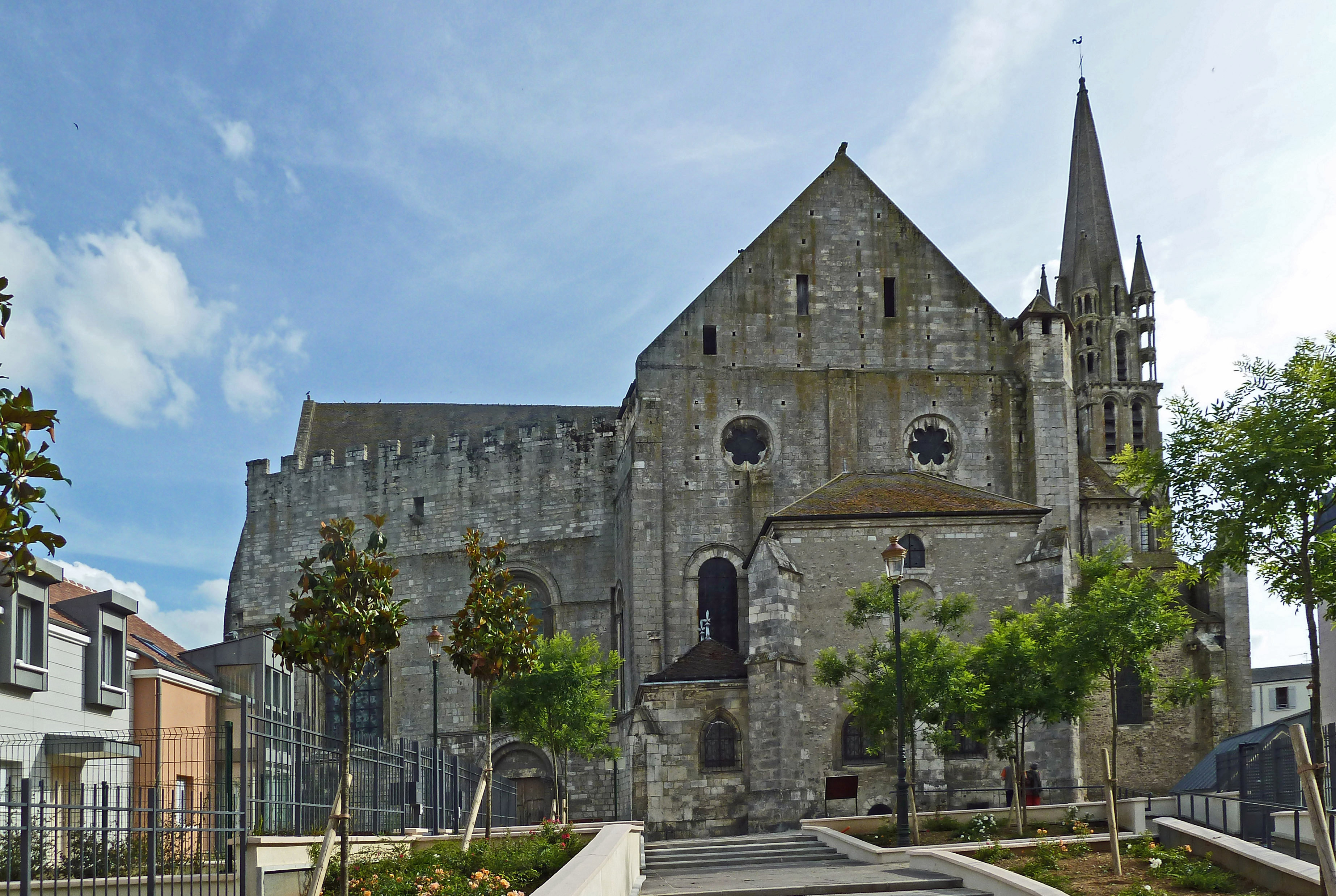
Kirche Notre-Dame-du-Fort
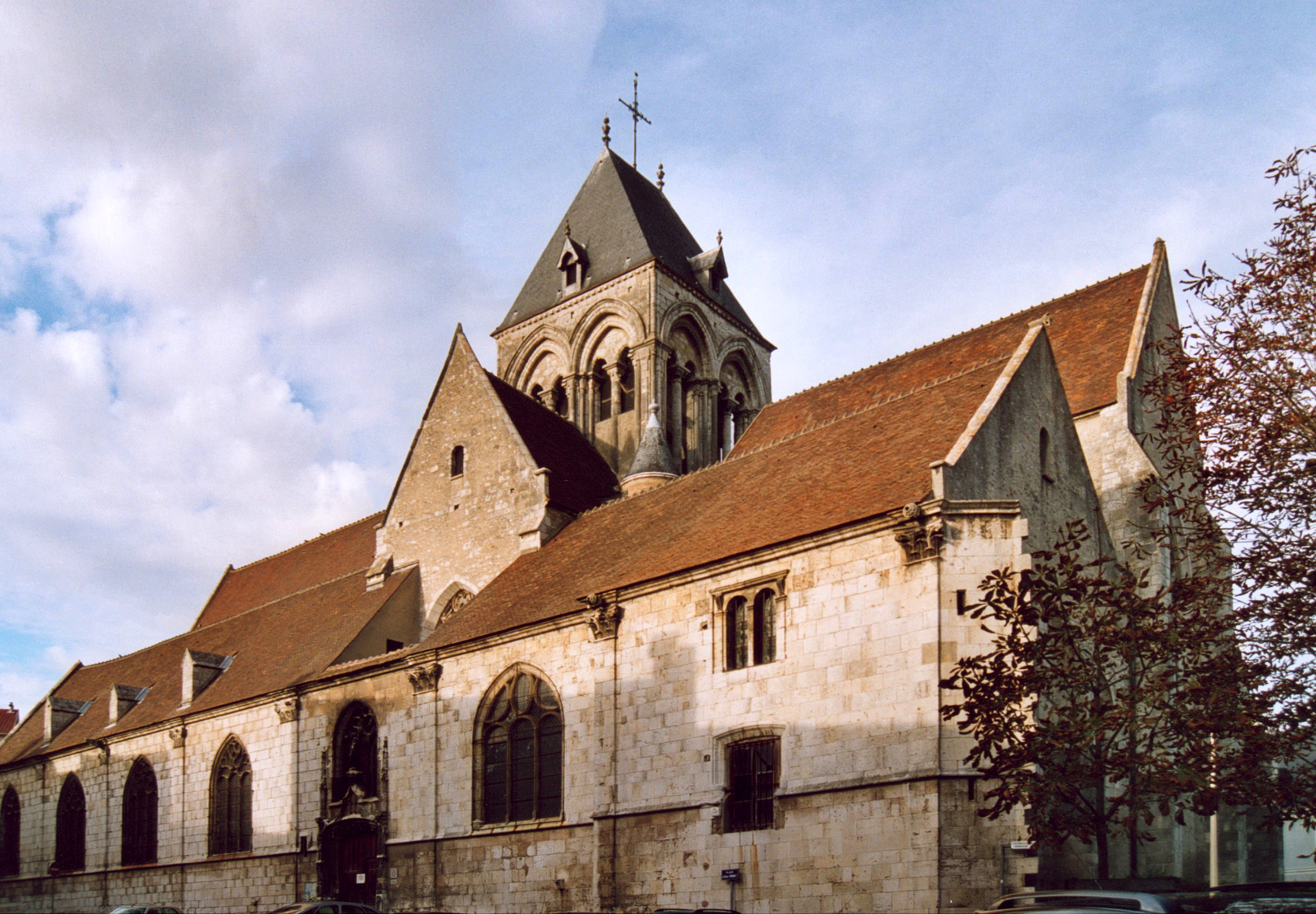
Kirche Saint-Basile
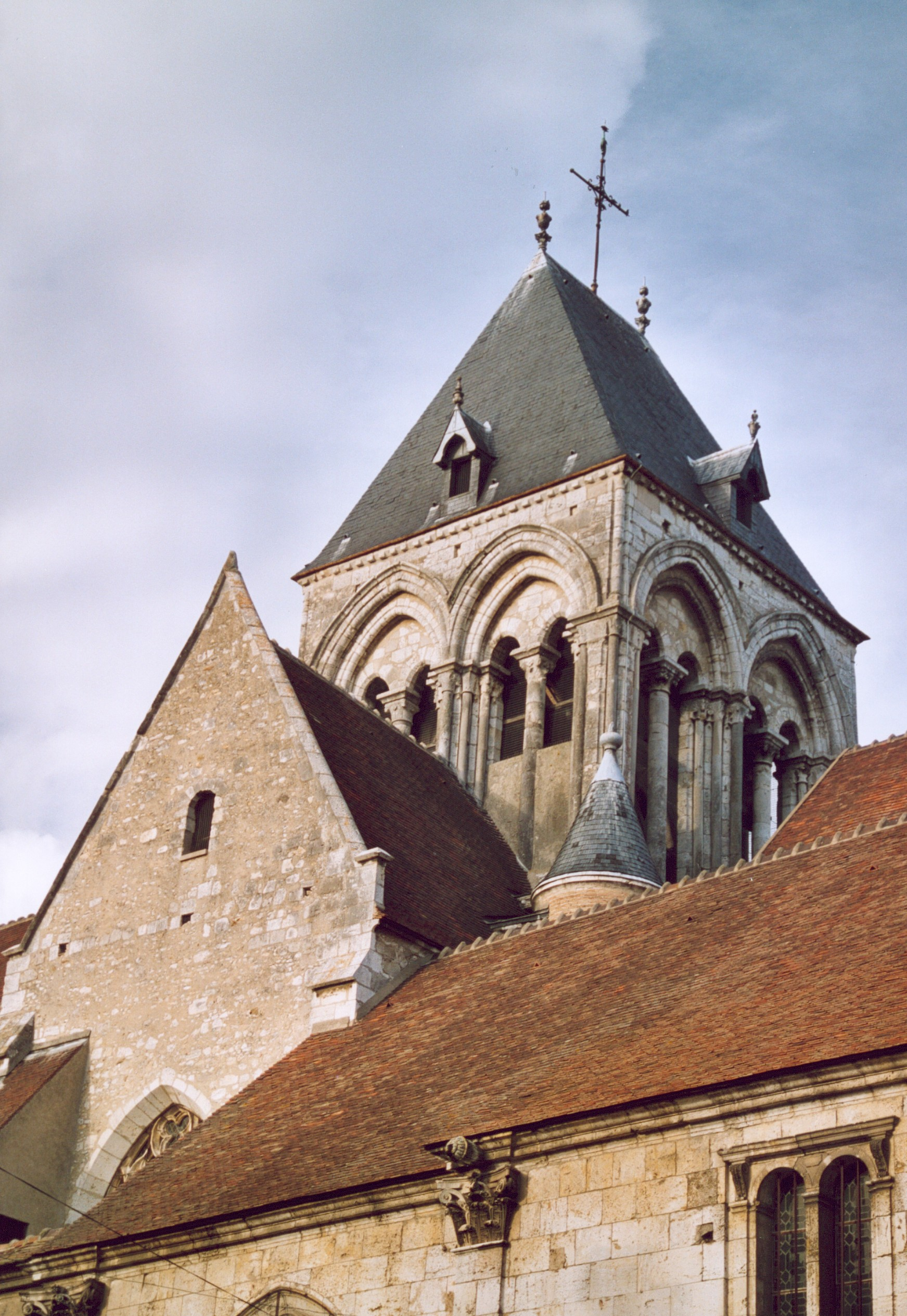
Kirche Saint-Basile
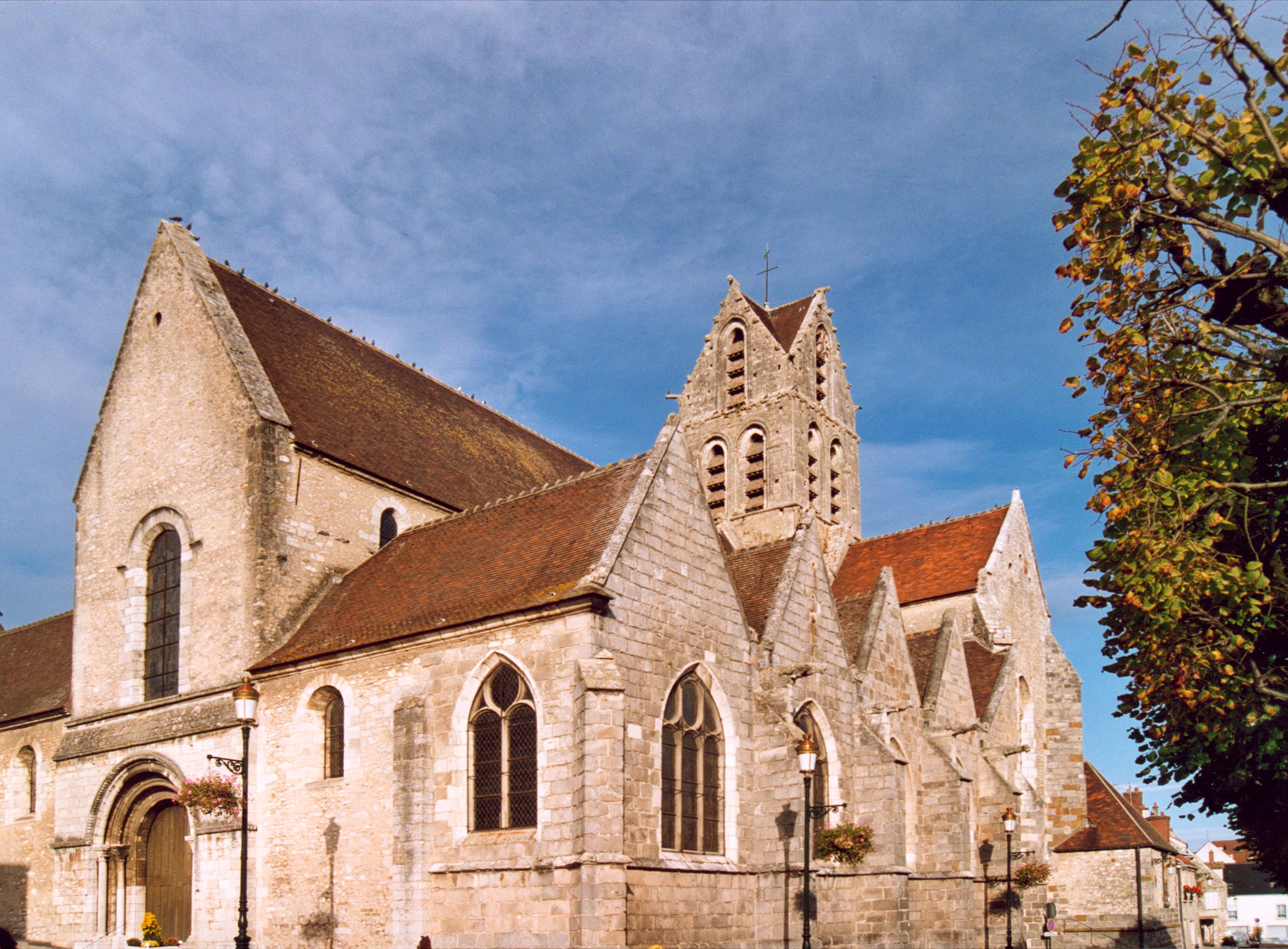
Kirche Saint-Gilles
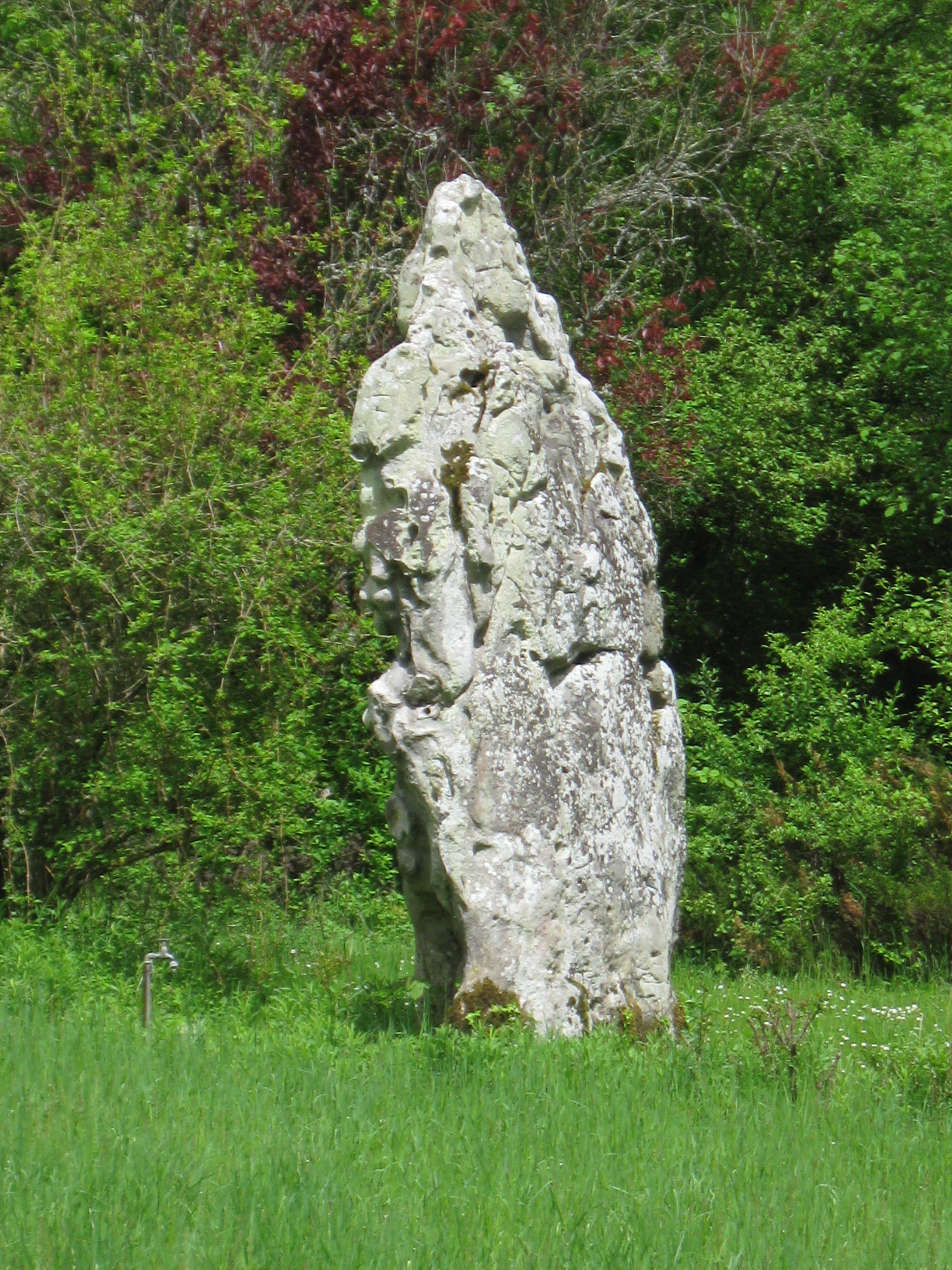
Menhir de Pierrefitte

Die abgebildeten Kirchen stehen ebenso wie das Hôtel de Ville und das Hôtel Anne-de-Pisseleu als Monuments historiques unter Denkmalschutz.

## Städtepartnerschaften
Partnerstadt von Étampes ist Borna in Deutschland.

## Persönlichkeiten
- Karl von Évreux (1305–1336), Graf von Étampes
- Ludwig (Étampes) (wohl Anfang 1336–1400), Graf von Étampes
- Johann II. (1415–1491), Graf von Étampes
- Franz II. (1435–1488), Graf von Étampes
- Johann von Foix (nach 1450–1500), Graf von Étampes
- Gaston de Foix (1489–1512), Feldherr, Graf von Étampes
- Anne de Pisseleu d’Heilly (1508–1580), Geliebte des Königs Franz I., Herzogin von Étampes
- Diane de Poitiers (1499–1566), Herzogin von Etampes ab 1553
- Gabrielle d’Estrées (um 1570–1599), Herzogin von Étampes
- César de Bourbon, duc de Vendôme (1594–1665), Herzog von Étampes
- Basile Fleureau (1612–1668), Historiker
- Louis I. de Bourbon, duc de Vendôme (1612–1669), Herzog von Étampes
- Louis II. Joseph de Bourbon, duc de Vendôme  (1654–1712), Herzog von Étampes
- Jean-Étienne Guettard (1715–1786), Gelehrter, Naturforscher, Arzt, einer der Gründer der Manufaktur von Sèvres
- Marie-Alexandre Guénin (1744–1835), Violinist und Komponist, verbrachte die letzten Lebensjahre in Étampes und verstarb hier
- Étienne Geoffroy Saint-Hilaire (1772–1844), Naturforscher, Gründer der Menagerie im Jardin des Plantes in Paris
- Abel Dufresne (1788–1872), Schriftsteller
- Isidore Geoffroy Saint-Hilaire (1805–1861), Gelehrter, Naturforscher, Gründer der Société d’acclimatation und des Jardin d’acclimatation im Bois de Boulogne. Vorläufer der modernen Genetik, in Étampes geboren
- Narcisse Berchère (1819–1891), Maler und Lithograph
- Elias Robert (1819–1874), Maler und Bildhauer
- Rose Chéri (1824–1861), Schauspielerin, in Étampes geboren
- Félix Giacomotti (1828–1909), Maler italienischer Herkunft, Träger des Prix de Rome 1854
- Léon Marquis (1843–1905), Historiker
- Louise Abbéma (1853–1927), Malerin der Belle Epoche
- Rose Chéri (1824–1861), Schauspielerin, geboren in Étampes am 27. Oktober 1824
- Anna Chéri (1826–1912), Schauspielerin, geboren in Étampes
- Henri Manhès (1889–1959), Journalist, Oberst, Résistance-Kämpfer, im KZ Buchenwald Leiter der französischen Brigade der Internationale Militär-Organisation (IMO), Mitglied des Internationalen Lagerkomitees und Ehrenpräsident der FIR
- Magdeleine Paz (1889–1973), Schriftstellerin, Feministin und Sozialistin
- Armand Le Moal (1914–1999), Radrennfahrer
- Pierre Gassier (1915–2000), Kunstkritiker und Kunsthistoriker
- Philippe Legendre-Kvater (* 1947), Maler, in Étampes geboren
- Christian Binet (* 1947), Zeichner (Les Bidochons, Kador…), lebt in Étampes
- Olivier Soulliaert, Maler der École de peinture d’Étampes
- Brigitte Jacquot, Sängerin
- Yann Le Puits (* 1951), Schriftsteller, in Étampes geboren
- Jobic Le Masson (* 1968), Jazzmusiker, in Étampes geboren
- Arnaud  Beltrame (1973–2018), Oberstleutnant der nationalen Gendarmerie, Terroropfer
- Ellinoa (* 1988), Jazzmusikerin
- Yacouba Sylla (* 1990), Fußballspieler
- Jean-Victor Makengo (* 1998), Fußballspieler
- Moussa Sylla (* 1999), Fußballspieler
- Yanis Begraoui (* 2001), marokkanisch-französischer Fußballspieler